# Lygosoma pruthi
Lygosoma pruthi är en ödleart som beskrevs av  Sharma 1977. Lygosoma pruthi ingår i släktet Lygosoma och familjen skinkar. Inga underarter finns listade i Catalogue of Life.